# Historiographie de la Seconde Guerre mondiale
 (novembre 2024).

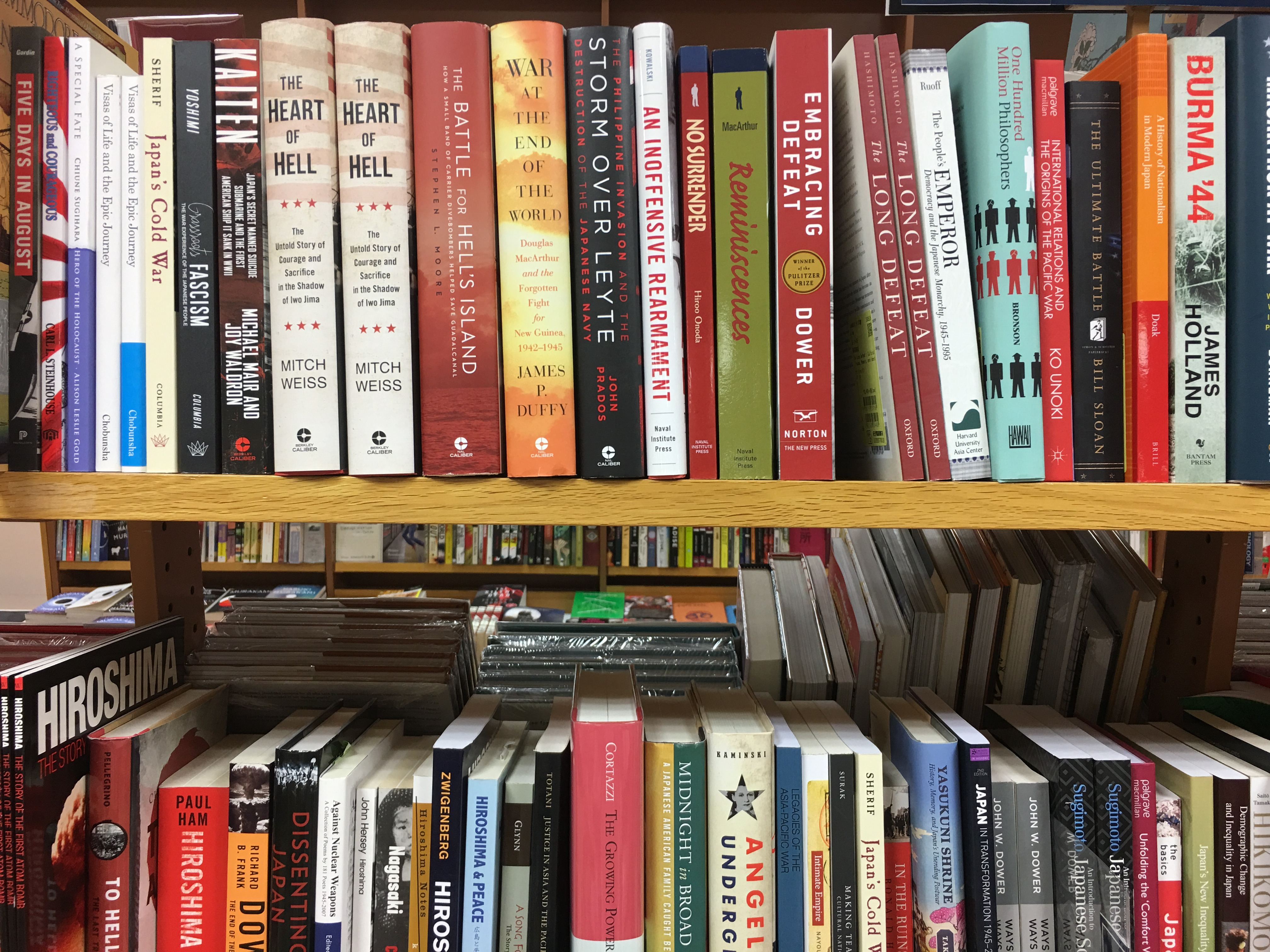
Rayonnage de livres consacrés à la Seconde Guerre mondiale dans une librairie au Japon.

Cet article concerne l’historiographie de la Seconde Guerre mondiale.
Le second conflit mondial est l'évènement clivant du XXe siècle. Il fut aussi le conflit le plus coûteux en vies de l'histoire de l'humanité ;  depuis sa conclusion énormément de temps et d'efforts lui ont été consacrés pour en faire le récit ou l'interpréter.
Il n'est donc pas étonnant que des débats concernant l'interprétation de l'histoire de la Seconde Guerre mondiale aient surgi.
Cet article tente de les recenser.

## Définition(s)
La discipline étudie les procédés par lesquels la connaissance historique concernant le déroulement de la guerre est obtenue et transmise. En termes généraux, l'histoire de l'Histoire inspecte l'histoire militaire et la méthodologie historique, y relevant les publications des auteurs universitaires, les travaux de recherche, les œuvres de critique littéraire, le style et les conflits d'intérêts portant sur la Seconde Guerre mondiale.
Dans la mesure où les instruments de la recherche historique ont évolué depuis la fin du conflit et influencé par leur application les différents États qui les ont utilisés, la notion elle-même prend des sens variés et n'est plus associable à une définition qui s'appliquerait à l'ensemble d'entre eux.

## Historiographie selon les pays

### France

#### Première phase: mise en avant d'une France résistante
À partir de la fin officielle de la Seconde Guerre mondiale pour la France le 8 mai 1945, les Français sont conscients de vivre dans un pays divisé entre ceux qui ont collaboré, ceux qui ont résisté et, pour la plus grande majorité, ceux qui ont attendu. Très vite, des épurations de collaborateurs sont ordonnées par le GPRF. Ces épurations atteignent leur paroxysme lors des procès du maréchal Pétain et de Pierre Laval, principaux artisans de la politique de collaboration avec l'Allemagne pendant la guerre. En réalité, de Gaulle veut donner un sentiment d'unité à une nation encore traumatisée par la guerre. Il met alors à l'honneur une France résistante, considérant que faire l'apologie de la collaboration désunirait les Français. Il n'est pas le seul à penser cela, les communistes, pourtant éloignés de sa vision politique, le soutiennent dans son éloge du résistancialisme, car eux-mêmes avaient résisté âprement de l'intérieur face aux armées allemandes, le parti communiste se présente même à la fin de la guerre comme le parti des 75 000 fusillés, profitant de l'aura acquise par l'URSS (ces chiffres seront considérablement réduits par la suite, les historiens les estimants à 25 000 en réalité).
Une partie de la classe politique française admettait difficilement cet état de fait, et ce, au nom de la concorde républicaine d'après guerre instituée par le Général de Gaulle ayant voulu éviter une guerre civile et exclure la responsabilité de l'État dans les actes perpétrés par le régime de Vichy qui était considéré distinctement du régime de la République et vu comme un accident de l'histoire. C'est la raison de l'institution de l'ordonnance du 9 août 1944, rétablissant la République et marquant la nullité du régime de Vichy et dégageant la précédente de toute responsabilité des actes commis de juin 1940 à août 1944. Cette politique fut maintenue par l'ensemble des responsables politiques français et successeurs de Charles de Gaulle, Georges Pompidou puis Valéry Giscard d’Estaing.
Durant toute la IVe République ainsi que pendant les mandats de Charles de Gaulle et de Georges Pompidou à la tête de l'État, la France fera honneur à cette mémoire résistante. Ainsi, le transfert des cendres de Jean Moulin, figure nationale de la résistance française, dessert les intérêts de la vision gaullienne de la France.
Cette politique a néanmoins des inconvénients, les réelles victimes de la Seconde Guerre mondiale sont oubliées. Ainsi, les travailleurs français du STO, les soldats français de 1940 et surtout la communauté juive sont complètement oubliés des honneurs de par cette politique, amenant même les juifs à se commémorer eux-mêmes du sort de leurs parents ou amis de même confession, décédés dans ce que Claude Lanzmann appellera la Shoah[style à revoir]. Cette indifférence à l'égard des victimes est totale de 1945 à 1961. L'année 1961 marque une rupture dans le fait qu'un procès très médiatisé s'ouvre en Israël : le procès Eichmann. Ce procès, où des témoins de la Shoah témoignent envers l'ex-dirigeant nazi, remet le génocide juif à l'ordre du jour. Mais ce n'est pas encore suffisant, il faudra attendre la mort du général de Gaulle et surtout la retraite des générations ayant connu la guerre, et qui commencent à la raconter dans leurs mémoires, pour que l'historiographie autant que la société se réveille sur les « oubliés de la guerre ».

#### Années 1970: les premières fissures
Après la mort de Charles de Gaulle, le contexte est favorable aux témoignages. Le point de départ de ces témoignages semble être le film Le Chagrin et la pitié de Marcel Ophuls, qui montre une France qui n'a pas eu peur de la collaboration. En 1972 (en 1973 pour sa version française), l'historien américain Robert Paxton écrit La France de Vichy 1940-1944. Ce livre est particulièrement intéressant du fait que c'est un étranger, donc quelqu'un de parfaitement neutre qui écrit à propos de Vichy.
Ce qu'il écrit déclenche de vives polémiques, il affirme dans son livre que c'est le gouvernement de Vichy qui a insisté pour collaborer auprès des Allemands, thèse alors peu explorée et qui sera confirmée comme le prouve la publication du statut des Juifs promulgué le 18 octobre 1940 par le gouvernement de Vichy, et ce, sans demande spécifique des autorités allemandes.
La description effectuée est celle des autorités du régime de Vichy s'engageant activement à partir d'octobre 1940 dans une politique de collaboration avec les autorités allemandes à la suite de l'entrevue du 24 octobre 1940 à Montoire entre le maréchal Pétain et Adolf Hitler pour s'inscrire dans le nouvel ensemble géopolitique dirigée par l'Allemagne hitlérienne. L'action du régime de Vichy, qui apparaît dès lors clairement comme la continuité historique de l'histoire nationale française, se manifeste doublement : d'une part, sous la forme d'une collaboration économique et politique, le régime français encourageant les entreprises françaises à travailler pour le Reich Allemand et d'autre part, en instituant une réglementation volontairement discriminatoire, et ce, sans pression du régime hitlérien et à l'initiative seule du régime vichyste, à l'égard des personnes de confession juive étrangères et françaises et ce dès le début d'octobre 1940. Le premier statut des juifs est signé le 3 octobre 1940 et promulguée le 18 du même mois, annoté de la main même du Maréchal Pétain qui en renforce la portée.
La responsabilité des autorités françaises en poste se fait alors à jour, non pas uniquement sous l'angle déresponsabilisant et défendu jusqu'à alors, d'une vision exclusivement vue sous la contrainte et d'un joug de l'occupant allemand, mais bien celui d'un rôle actif de ces dernières, l'encadrement juridique antisémite instauré par le régime de Vichy ayant rendu possible et facilité la déportation en France de 76 000 personnes de confession juive,.

#### Années 1980: les révélations et une remise en cause accru du rôle de l'État dans la collaboration
Les années 1980-90 marquent un réel tournant dans l'historiographie française de la Seconde Guerre mondiale. Avec les travaux cités ci-dessus, l'éclatement des mémoires, les films documentaires (notamment Shoah de Lanzmann en 1985), et la réouverture des procès des criminels nazis (phénomène également intervenu en Allemagne durant la même période), la France est passée d'une mémoire résistante à une mémoire de collaboration. Les révélations de la presse sur le passé de plusieurs hauts fonctionnaires, dont l'ancien préfet de Paris et ministre en exercice Maurice Papon par Le Canard Enchaîné le 6 mai 1981, suivi de son inculpation pour crime contre l'humanité le 19 janvier 1983, participent à cette prise de conscience globale de la société française.
Toutefois des résistances se font encore sentir. Dans les années 1990, le président de la République François Mitterrand avait manifesté à de nombreuses reprises son refus d'une remise en cause de l'action de l'État durant la période charnière de la Seconde Guerre mondiale. En 1992, malgré la demande pressante d'une partie de l'opinion publique et l'action de comité comme le Comité Vel d'Hiv 42, il indiquait aux personnes souhaitant la reconnaissance par l'État Français des actes et crimes commis par le régime de Vichy : « Ne demandez pas de comptes à la République, elle a fait ce qu'elle devait ». En 1994, il avait déclaré à nouveau, le 16 juillet lors de la commémoration de la Rafle du Vélodrome d'Hiver de 1942 : « Je ne ferai pas d'excuses au nom de la France... La République n'a rien à voir avec ça. J'estime que la France n'est pas responsable. Pas la République, pas la France ! ».

#### Années 1990: la reconnaissances définitive du rôle des autorités françaises dans la collaboration
La reconnaissance par le pouvoir politique, qui marque une évolution par rapport à la doctrine gaullienne défendue par les autorités françaises, de la responsabilité de l'État est définitivement admise et officialisée par le président Jacques Chirac élu en mai 1995, lors du discours du 16 juillet 1995. Il affirme le rôle déterminant de la France dans la déportation des Juifs dans les camps d'exterminations nazis : « La France est comptable de l’État français de Vichy comme de tous les autres et ce sont des Français qui ont réalisé la livraison des Juifs ».
Enfin, le procès de Maurice Papon en 1997, très suivi médiatiquement, permet d'ouvrir un nouvel angle d'analyse historique sur l'implication de l'administration française par rapport aux demandes des autorités allemandes.
Les victimes sont alors progressivement remises à l'honneur, les Juifs reçoivent de multiples hommages ainsi que les Justes (les personnes ayant aidé un Juif à survivre).

## Bilan de la production intellectuelle
Entre 40 000 et 50 000 livres ont été publiés sur le nazisme dont plusieurs milliers de biographies d'Hitler. Il y aurait entre 5 000 et 12 000 biographies d'Hitler. 
Pour Daniel Lee, les nazis de second plan sont ignorés des historiens, des cinéastes et des écrivains : excepté de rares cas, les biographies des responsables nazis de second rang qui n'étaient pas directement meurtriers n'ont pas été écrites. Pourtant, Lee considère que cette recherche informe sur le consentement et le conformisme dans le régime nazi. Alex J. Kay note qu'on voit apparaître peu à peu quelques esquisses de biographies de nazis subalternes ou inférieurs dont la longueur moyenne est d'une douzaine de pages, toutefois, cela ne constitue qu'une petite poignée de biographies. Pour Lee, il convient de remettre en cause la catégorisation habituelle des « allemands ordinaires » et des « vrais nazis »,.

## Exemples d'articles historiographiques
(en)
1. Nazi foreign policy (historiographic debate)
2. Isoroku Yamamoto's sleeping giant quote
3. Functionalism versus intentionalism
4. Special Prosecution Book-Poland
5. (en) Category:World War II books